# Jelenac
Jelenac (cyr. Јеленац) – wieś w Serbii, w okręgu szumadijskim, w gminie Topola. W 2011 roku liczyła 329 mieszkańców.